# Susanna av Italien
 Susanna av Italien, även Rozala av Italien och Rozala av Provence, född 937, död 7 februari 1003, var grevinna av Flandern som gift med greve Arnold II av Flandern, och Frankrikes drottning som gift med kung Robert II av Frankrike. Hon var Flanderns regent för sin omyndige son Balduin IV av Flandern 987-988.     

## Biografi
Susanna var dotter till Berengar II av Italien och Willa av Toscana. 

### Grevinna och regent i Flandern
Susanna gifte sig 976 med Arnold II av Flandern. Vid makens död 987 blev hon regent som förmyndare för sin son. Flandern stod just då under starkt hot från Frankrike. För att avvärja hotet slöt hon avtal med kungen av Frankrike att gifta sig med hans son i utbyte mot Flanderns beskydd. I samband med sitt andra äktenskap torde hennes regentskap i Flandern ha upphört.

### Drottning av Frankrike
Vigseln ägde rum 988. Hon förde med sig Montreuil och Ponthieu som hemgift, och antog namnet Susanna. Äktenskapet mellan Susanna och Robert hade ägt rum mot Roberts vilja och var inte lyckligt. När Robert II besteg tronen 996 blev hon Frankrikes drottning. Samma år lät Robert emellertid förskjuta henne med den officiella motiveringen att hon var för gammal för att få barn. Han behöll hennes hemgift, och hon återvände till sin son i Flandern.